# はぜ (板金)
はぜ（英語: seam）は1.6ミリ厚程度までの薄板鉄板などの板金加工において、板を接続する場合に用いる折り曲げの部分のことである。漢字の表記では｢馳｣「鈎」とされるが難読であるため仮名書きされることが多い。

## 呼び方
- シングル（single, male）

挿入する側。より小さい側。直線状あるいは曲線状に成形可能。
- ダブル（double, female）

挿入される側。より大きい側。シングルを挿入するための袋状にする側。ピッツバーグはぜを手で折りつける場合には曲線状にも成形可能。

## 種類

### かどはぜ
板を直角につなぐ。
- ボタンパンチはぜ（ダクトはぜ）(Button Punch Snap Lock）

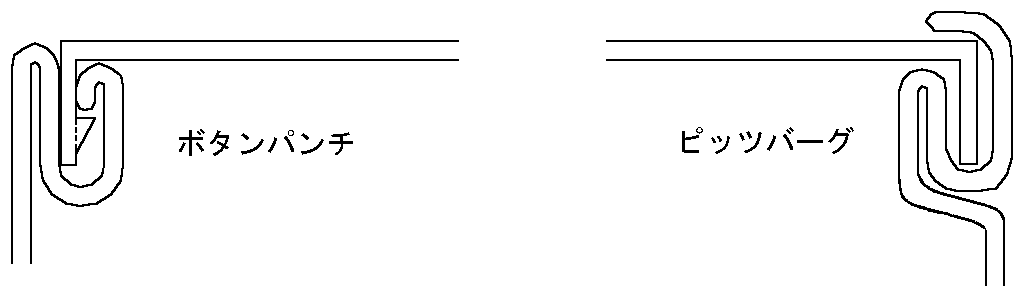
ボタンパンチはぜとピッツバーグはぜの断面

スナップロックとも呼ばれる。ダブル側の折り返し部分にシングル側のスナップがひっかかる構造ではずれないようになっている。製作時に叩き込みが一度で済む利点があり、空調用一般ダクトに多く用いられる。
- ピッツバーグはぜ（ダクトはぜ）（Pittsburgh Lock）

三井はぜとも呼ばれる。1930年ごろ東京日本橋の三井銀行本店の工事でアメリカ人技師が持ってきたのが最初とされ、2021年現在でも三井はぜと呼ばれる。叩き込んだのち、折り返し部分を「折る」工程が必要であり工程が複雑であるがその分強度が高く、漏洩も少ないとされ、ダクトでは主に高圧ダクトである排煙ダクトなどに用いられる。内面を平滑に折りつけることが可能なため、内部に出っ張りがなくなるので吹き出し口などの器具を入れる場合にも用いられる。
- 二重はぜ（本はぜ）

ダクトには昭和初期にピッツバーグはぜが導入されるまで使用されていた、非常に手間のかかるはぜ。組み立てる際には横からスライドさせて挿入し、内部からたたいて締める。

### 平はぜ
板を平面でつなぐ。
- 甲はぜ（平折りはぜ）

ダクトに用いる場合は見映えから平滑になる面をダクト外面にする。

### 立てはぜ
板を平面でつなぐ。
- 立てはぜ

上記の甲はぜを起こした形状で板の補強にもなる。ダクトに用いる場合は内部に立てるので、抵抗にならないように気流方向に使用する。丸のセクションエルボをはぜで製作する場合にも使用される。

## 加工
主にロール成型機で加工するが、プレスブレーキで加工する場合もある。
- ロール成形機

ストレート用では数本の成形ロールで順次加工する。ダクトはぜの加工にあたってはダブルのストレートとシングルのストレートが同じ機械で加工でき、シングルのアール加工機が別途存在する。ボタンパンチ用の成形機ではシングルのボタンパンチスナップを同時に加工できる。または、ピッツバーグ用のロール成形機またはプレスブレーキで加工したのちに、スナップロックだけを手工具で入れることも出来る。
- 手道具

折り台、拍子木、板金ハンマー、当て盤、かけたがね、溝たがね、かたな刃などを用いる。一般的にはチャンネル(溝形鋼)、レール、ハンマー、かたな刃があればよい。

## 参考
建築板金技能士検定においては成型機械の使用は許されず、ハンマーと当て盤を用いての手加工で行われる。